# بایان‌اوبو (اومنوغوبی)
شهرستان بایان‌اوبو (به زبان مغولی: Баян-Овоо сум، [Bajan-Ovoo sum]؛ ᠪᠠᠶ᠋ᠠᠨ ᠣᠪᠤᠭ᠎ᠠ ᠰᠤᠮᠤ، [bayan obuɣ-a sumu]) یک شهرستان (سُوم) در مغولستان است که در استان اومنوغوبی واقع شده‌است. بایان‌اوبو ۱۵٬۴۷۴ کیلومتر مربع مساحت و ۱٬۷۶۸ نفر جمعیت دارد.

## تقسیمات اداری
شهرستان بایان‌اوبو متشکل از ۳ قصبه (باغ) می‌باشد، شامل:
- خارجاغ (مغولی: Харзаг баг، [Xarzag bag]؛ ᠬᠠᠷ ᠠ ᠵᠠᠬ ᠪᠠᠭ، [qar-a jaɣ baɣ])
- موغویت (مغولی: Могойт баг، [Mogojt bag]؛ ᠮᠣᠭᠠᠶᠢᠲᠤ ᠪᠠᠭ، [moɣayitu baɣ])
- نالیخ (مغولی: Налих баг، [Nalix bag]؛ ᠨᠠᠯᠢᠬᠤ ᠪᠠᠭ، [naliqu baɣ])